# Heinrich von Thun
Heinrich II. von Thun (* ?; † 17. Februar 1238 in Basel) war von 1216 bis 1238 Bischof der Diözese Basel und Fürstbischof des Fürstbistum Basel und ein grosser Förderer der Stadt Basel.

## Biografie
Die freiherrliche Familie von Thun stammt aus dem Berner Oberland, wo Heinrich aufwuchs. Nach der Absetzung von Bischof Walther von Rötteln wurde er 1216 als dessen Nachfolger gewählt und bestieg den Bischofsstuhl von Basel.
Doch schon bald machte er sich in der Stadt Feinde, als er erreichte, dass das wenige Jahre vorher von König Friedrich II. erhaltene Ratsprivileg der Stadt Basel am 13. September 1218 vom König wieder aufgehoben wurde und ohne die Zustimmung des Bischofs kein Rat eingesetzt werden durfte.
Bischof Heinrich von Thun ging mit dem Bau der ersten Basler Rheinbrücke in die Basler Stadtgeschichte ein, der heutigen mittleren Rheinbrücke. Die erste Urkunde, die diese Brücke betrifft, stammt aus dem Jahr 1223. Eine Darlehensurkunde aus diesem Jahr zeigt, dass der Bischof den gesamten Münsterschatz bei einem jüdischen Geldverleiher als Pfand hinterlegte. Das Geld sollte für den Bau der Mittleren Brücke verwendet werden, die sie für die Entwicklung des Handels in der Stadt von grosser Bedeutung war.
Auch erlaubte Heinrich von Thun den zwei Bettelorden der Franziskaner (Barfüsser) und der Dominikaner (Prediger) in Basel Klöster zu gründen.
Unter Bischof Heinrich wurde auch der spätromanische Bau des Basler Münsters abgeschlossen. Nach seinem Tod wurde er in deren Krypta beigesetzt.